# Flèche côtière 2015
La 44e édition de la Flèche côtière a eu lieu le 12 septembre 2015. La course fait partie du calendrier UCI Europe Tour 2015 en catégorie 1.2.

## Présentation

### Équipes
Classé en catégorie 1.2 de l'UCI Europe Tour, la Flèche côtière est par conséquent ouvert aux équipes continentales professionnelles belges, aux équipes continentales, aux équipes nationales et aux équipes régionales et de clubs.
| Équipes continentales professionnelles (2)- Topsport Vlaanderen-Baloise - Wanty-Groupe Gobert Équipes continentales (13)- Cibel - Superano Ham-Isorex - Color Code-Aquality Protect - Join-S-De Rijke - Jo Piels - Leopard Development - Metec-TKH-Mantel - Parkhotel Valkenburg - Rabobank Development - Team3M - Vastgoedservice-Golden Palace - Veranclassic-Ekoï - Wallonie-Bruxelles |
| |

### Règlement de la course

#### Primes
Les vingt prix sont attribués suivant le barème de l'UCI,. Le total général des prix distribués est de 6 010 €.
| Position | 1er     | 2e      | 3e    | 4e    | 5e    | 6e    | 7e    | 8e    | 9e    | 10e à 20e |
| Prix     | 2 425 € | 1 210 € | 607 € | 305 € | 240 € | 180 € | 180 € | 118 € | 118 € | 57 €      |

## Classements

### Classement final
| \| Classement général \| Classement général \| Classement général \| Classement général \| Classement général \| \| Coureur \| Coureur \| Pays \| Équipe \| Temps \| \| ------------------ \| ------------------ \| ------------------ \| -------------------------------- \| ------------------ \| \| 1er \| Marco Zanotti \| Italie \| Parkhotel Valkenburg Continental \| 4 h 14 min 27 s \| \| 2e \| Coen Vermeltfoort \| Pays-Bas \| Join-S-De Rijke \| + 0 s \| \| 3e \| Roy Jans \| Belgique \| Wanty-Groupe Gobert \| + 0 s \| \| 4e \| Joeri Stallaert \| Belgique \| Cibel \| + 0 s \| \| 5e \| Nicolas Vereecken \| Belgique \| Team 3M \| + 0 s \| |                   |          |                                  |                 |
| |                   |          |                                  |                 |
| |                   |          |                                  |                 |
| Classement général |                   |          |                                  |                 |
| Coureur | Coureur           | Pays     | Équipe                           | Temps           |
| 1er | Marco Zanotti     | Italie   | Parkhotel Valkenburg Continental | 4 h 14 min 27 s |
| 2e | Coen Vermeltfoort | Pays-Bas | Join-S-De Rijke                  | + 0 s           |
| 3e | Roy Jans          | Belgique | Wanty-Groupe Gobert              | + 0 s           |
| 4e | Joeri Stallaert   | Belgique | Cibel                            | + 0 s           |
| 5e | Nicolas Vereecken | Belgique | Team 3M                          | + 0 s           |

### UCI Europe Tour
| Position,          | 1er | 2e | 3e | 4e | 5e | 6e | 7e | 8e |
| Classement général | 40  | 30 | 16 | 12 | 10 | 8  | 6  | 3  |